# Stedelijk Sportstadion Hasselt
Het Stedelijk Sportstadion van Hasselt is een voetbalstadion in de Belgische hoofdstad van Limburg, Hasselt. In het stadion speelt voetbalclub KSK Hasselt. Het stadion heeft een capaciteit van 8.800 plaatsen.

## Geschiedenis
De opening van het Stedelijk Sportstadion gebeurde in 1908, vanaf dan voetbalde de club Excelsior FC Hasselt in het nieuwe stadion. In 1964 fusioneerde die club met Hasseltse VV in KSC Hasselt, deze fusieclub bleef verder in het Stedelijk Sportstadion van Hasselt voetballen.
Aanvankelijk liep de fusie niet van een leien dakje, de reden hiervan was de blijvende rivaliteit tussen de beide supportersgroepen. Excelsior Hasselt stond in Hasselt bekend als de ploeg van het rijkere volk en Hasseltse VV als de ploeg van het gewone werkvolk. Toch deed de fusieclub het zeer goed, want na vele jaren in tweede klasse en enkele eindrondes promoveerde Sporting Hasselt naar eerste klasse. Deze promotie werd afgedwongen na een dubbele confrontatie tegen KAA Gent (1978-1979), op donderdag 31 mei 1979 won Hasselt met het kleinste verschil dankzij een penaltydoelpunt van Jean Dachelet. Na deze promotie werd het Stedelijk Sportstadion grondig gerenoveerd, de oude zittribune, een typische staalconstructie uit de jaren 1960 en bekleed met groene pvc-golfplaten, moest plaats maken voor de huidige hoofdtribune met 1.100 zitplaatsen. Het vernieuwde stadion werd ingehuldigd met een verloren (0-2) vriendschappelijke wedstrijd tegen Chicago Sting.

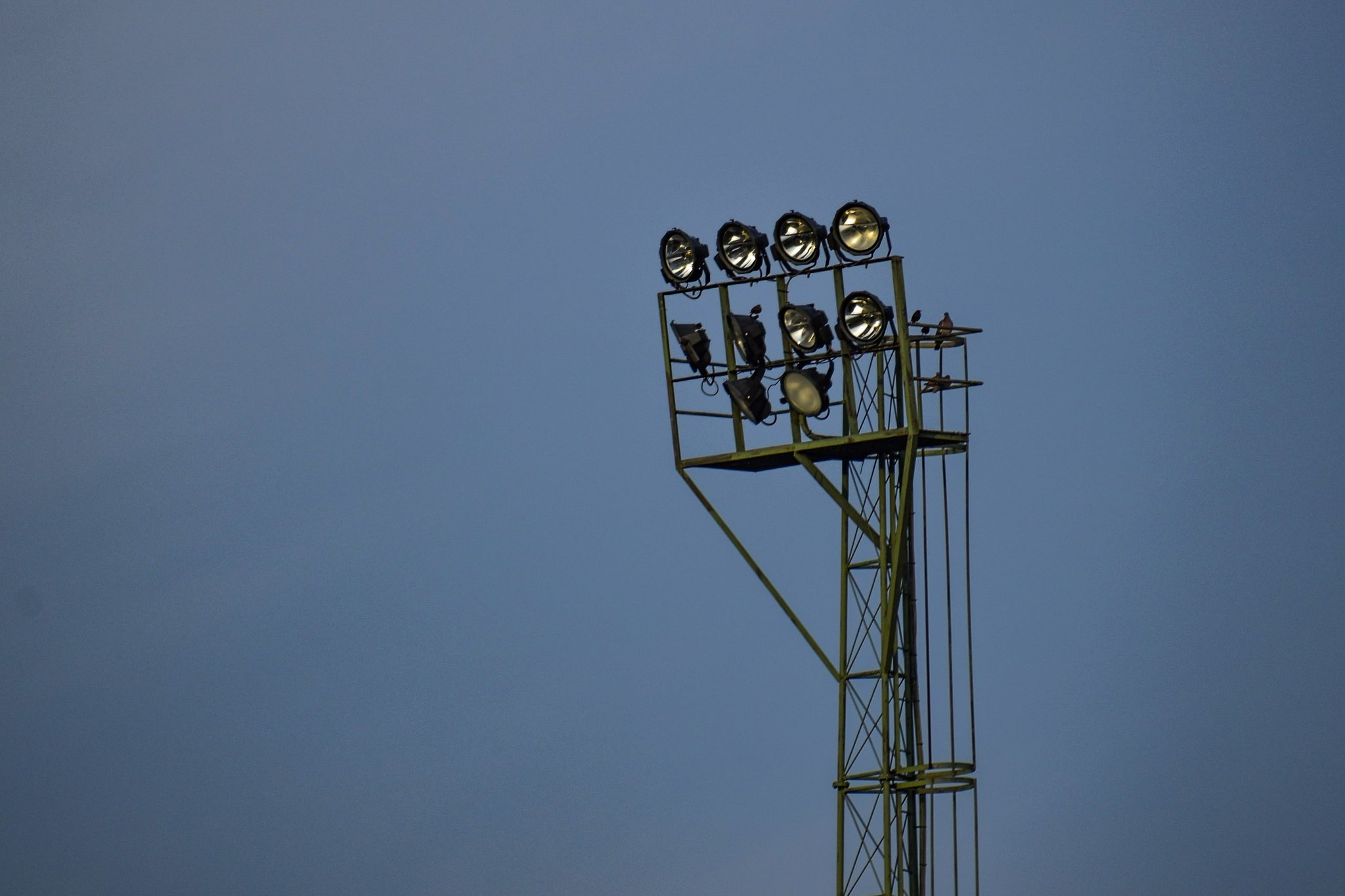
Een voormalige lichtmast van het Hasseltse Stedelijk Sportstadion.

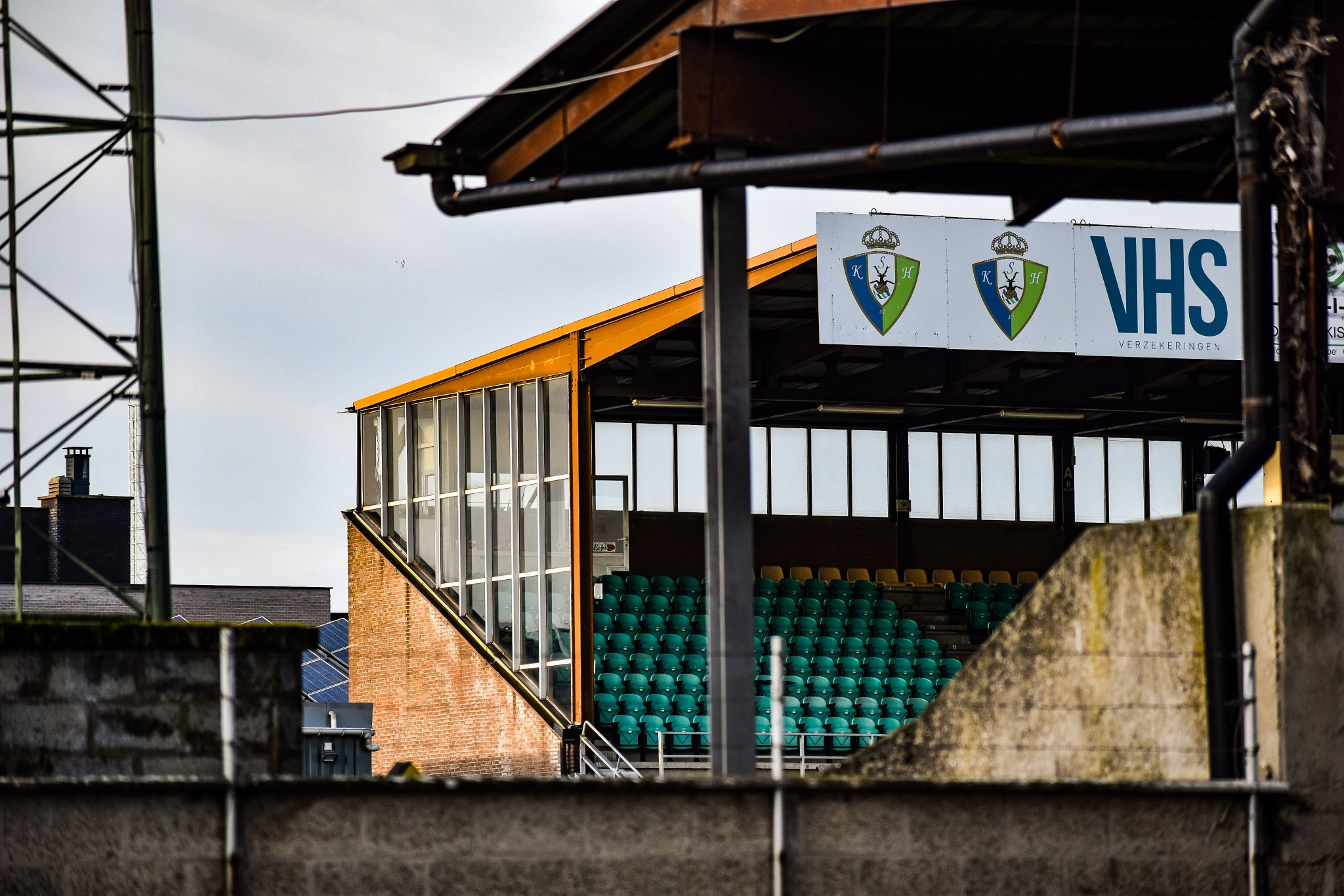
De hoofdtribune van het stadion.

21 jaar later, na seizoen 2000/01, viel het doek over Sporting Hasselt (Eerste Provinciale). Na vele onderhandelingen werd beslist een fusie aan te gaan met KSK Kermt (derde klasse). De nieuwe fusieclub werd gedoopt als KSK Hasselt.
Eerst werd er in Kermt gespeeld, maar na twee seizoenen werd besloten om terug te keren naar het Stedelijk Sportstadion.

## Capaciteit
Met een capaciteit van 8.800 toeschouwers staat het Stedelijk Sportstadion van Hasselt op plaats tweeëntwintig in de lijst van de grootste voetbalstadions in België.
De capaciteit van het stadion wordt verdeeld over 100 open business seats, 150 zitplaatsen op de eretribune, 550 zitplaatsen, 3.000 overdekte staanplaatsen en 5.000 onoverdekte staanplaatsen.
De recordcapaciteit van het Stedelijk Sportstadion zou 17.000 zijn geweest. Voor de promotiematch tegen KAA Gent werd het stadion tijdelijk uitgebreid met op de straat opgestelde houten noodtribunes. Er werd eveneens een draadomheining rond het speelveld geplaatst om de massa in bedwang te houden. De kranten berichtten van een recordcapaciteit van ongeveer 17.000 toeschouwers, maar of dit getal klopt valt moeilijk te achterhalen. De toeschouwers klommen in ieder geval tot op de reclameborden en in de lichtmasten.